# 浅川城 (陸奥国)
浅川城（あさかわじょう）は、福島県石川郡浅川町にあった戦国時代の日本の城。

## 概要
浅川町の中心市街地から北東方向に約1キロメートルの城山と呼ばれる山に位置し、青葉城（あおばじょう）の雅名で知られている。青葉山城（あおばやまじょう）、城山館（しろやまだて）、八幡館（はちまんだて）ともいう。城山は海抜約407メートル、比高約100メートルで急傾斜をなしており、『日本城郭大系』は「中世初期からほとんど進歩した様子が見られない」縄張りと評価し、その理由を「傾斜が急であるため複雑な縄張りや石垣のようなものは必要としなかった」のではないかと推測している。山頂部の主郭を中心とした山城部分と、南側山麓に位置する居館部分とで構成される典型的な根小屋式山城であり、城山の中腹部には根宿の字が残る。
康平年間（1058年 - 1065年）に石川有光の一族によって築かれたという説（『石川郡地史』）があるものの、実際の築城の経緯は詳らかでない。いずれにせよ、現存する遺構と史料の両面から、戦国時代末期には城が存在したこと、そして浅川氏が城主であったことは確かである。浅川氏については甲斐源氏の浅利氏に結びつける系図があるが、史料上は確認できない。戦国時代末期の浅川大和守、次郎左衛門父子については、「浅川村古老覚書」「長泉寺他連署覚書写」などにより石川氏と近親関係にあったと認められる。しかし大和守以前については不明であり、浅川氏が通字として石川氏の「光」ではなく「純」を用いていることや浅利氏の伝承があることを考慮すると、元来石川氏とは別族であったところへ大和守が石川氏から入嗣した可能性もある。
浅川城は交通の要衝に位置しており、戦国時代末期には佐竹氏の北進に伴い度重なる攻防戦が繰り広げられた。天正18年（1590年）の奥州仕置によって浅川氏は所領を失い、浅川城を退去することとなった。その後、浅川氏は仙台藩の角田領主となった石川氏の重臣として江戸時代を通じ存続した。第3代角田市長浅川純直は浅川氏の子孫。現代においては城山公園として整備されており、毎年8月16日に行われる花火大会では城山から「地雷火」と称する花火が打ち上げられる。